# Sipyloidea completa
Sipyloidea completa är en insektsart som beskrevs av Chen, S.C. och Yun He He 1993. Sipyloidea completa ingår i släktet Sipyloidea och familjen Diapheromeridae. Inga underarter finns listade i Catalogue of Life.